# Втрати силових структур внаслідок російського вторгнення в Україну (липень 2024)
У статті наведено список втрат українських військовослужбовців у російсько-українській війні за липень 2024 року (включно).

## Список загиблих за липень 2024 року
| Герой України |

| Орден «За мужність» І ступеня · Орден «За мужність» ІІ ступеня · Орден «За мужність» ІІІ ступеня |